# 화진포해수욕장

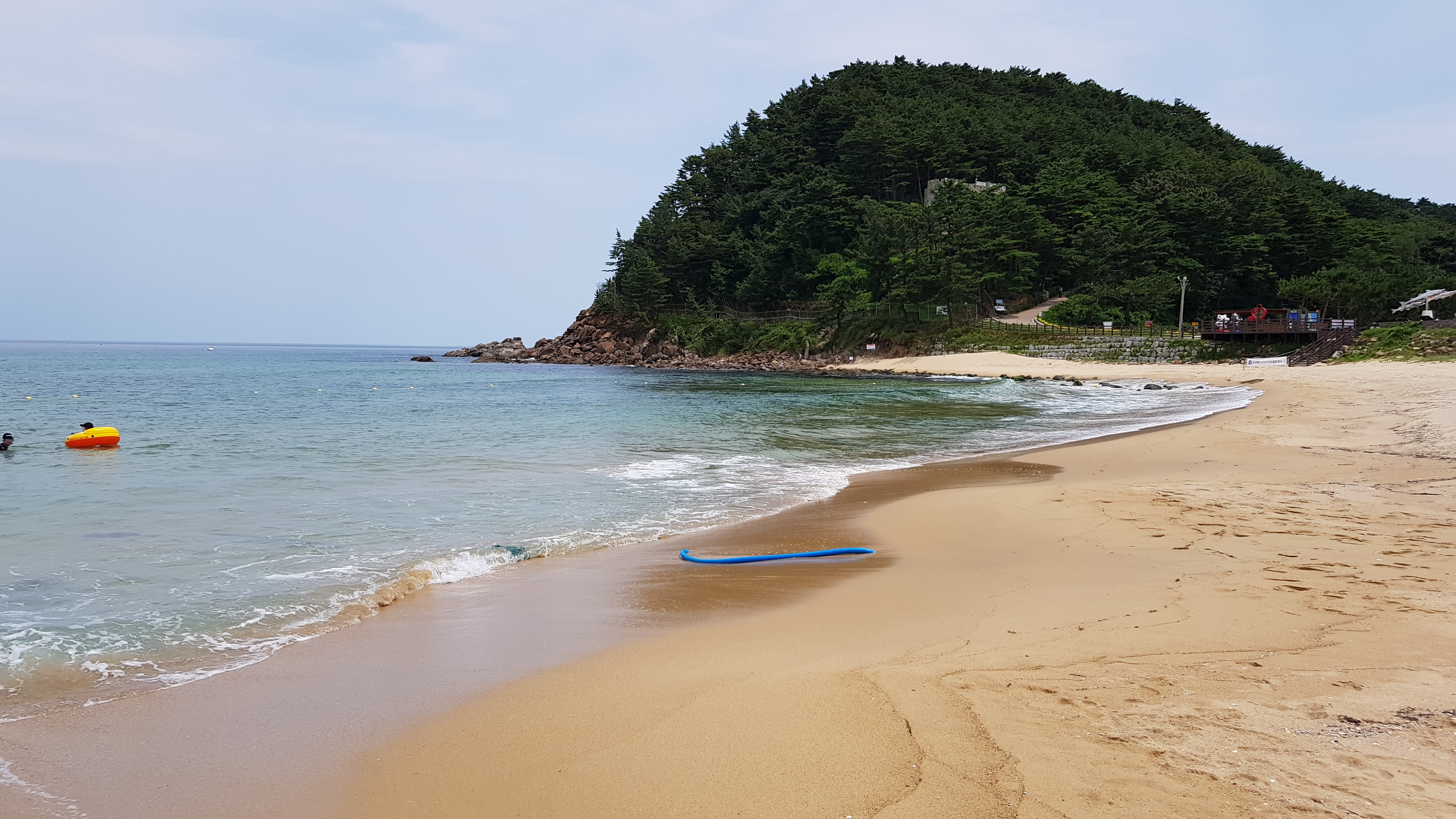

화진포해수욕장은 강원특별자치도 고성군 현내면에 있는 해변이다.

## 개요
동해안 최북단에 위치한 해수욕장으로, 길이 1.7km, 넓이 약 70m, 수심 1~1.5m이다. 주변에 화진포, 김일성 별장과 이승만 별장이 위치해있다.